# Anna (Disney)
L'Anna és un dels personatges principals de la pel·lícula Frozen (Disney).